# Kafala (system)
System kafala (arab. نظام الكفالة, nizam al-kafalat, dosł. „układ/system sponsorski”) – system kontroli imigrantów pracujących głównie w sektorze budowlanym i domowym w kilku krajach arabskich.
W tym systemie wszyscy pracownicy muszą posiadać sponsora w kraju, do którego przybywają pracować. Zazwyczaj jest nim ich pracodawca, który odpowiada za ich wizę i status prawny. System ten funkcjonuje m.in. w Katarze, Bahrajnie, Kuwejcie, Libanie, Omanie, Arabii Saudyjskiej i Zjednoczonych Emiratach Arabskich.